# Dorchester (Novo Brunswick)
Dorchester é uma vila localizada no Condado de Westmorland na província canadense de New Brunswick, no leste do Canadá.